# Batalla de Irish Bend
La batalla de Irish Bend, también conocida como  Nerson Woods o Franklin, fue una   batalla de la  guerra civil estadounidense. Se libró entre  el general de división de la Unión Nathaniel Prentice Banks contra el general de división confederado Richard Taylor durante las operaciones de Banks contra la región de Bayou Teche cerca de Franklin, la sede de la parroquia de St. Mary en el sur de Luisiana .

## Preludio
Mientras que las otras 2 divisiones del Cuerpo de la Unión XIX bajo el mando de Nathaniel Prentice Banks formaban parte de la expedición al oeste de Luisiana que cruzaba la Bahía de Berwick hacia Fort Bisland , la división general de brigada Cuvier Grover subieron el río Atchafalaya hasta Grand Lake, dónde podían bloquear una retirada confederada o forzar la retirada si los confederados se quedaban y luchaban en Fort Bisland .

## Batalla
En la mañana del 13 de abril de 1863, la división de Grover aterrizó en las cercanías de Franklin y dispersó a las tropas confederadas que intentaban evitar que desembarcaran. Esa noche Grover ordenó a la división que cruzara Bayou Teche y se preparara para un ataque hacia Franklin, en la madrugada. Mientras tanto, el general de división Richard Taylor reaccionó sintiendo la amenaza. Comenzó a retirar sus fuerzas de Fort Bisland y su vanguardia llegó rápidamente. En la mañana del 14 de abril, Taylor y sus hombres estaban en Nerson Woods, a una milla y media por encima de Franklin. Cuando la brigada líder de Grover avanzó unos kilómetros, encontró a los hombres de Taylor a su derecha y comenzaron las escaramuzas. La lucha se volvió intensa; los confederados atacaron, obligando a los soldados federales a retroceder. La cañonera Diana llegó y ancló el flanco derecho confederado en el Teche. Aun así, los hombres de Grover superaban en número a los confederados y cuando hizo una pausa para desplegar toda su fuerza, Taylor se retiró en lugar de arriesgarse a una batalla campal contra números superiores. Los hombres de Grover habían tomado la posición estratégica que buscaban. Esta victoria, junto con la de Fort Bisland, dos días antes, aseguró el éxito de la expedición al oeste de Luisiana.

## Fuerzas Opuestas

### Unión
Ejército del Golfo—General Nathaniel P. Banks
- Cuarta División—Brig. Gen. Cuvier Grover
  - Primera Brigada—Brig. Gen. William Dwight
  - Segunda Brigada—Col. William K. Kimball
  - Tercera Brigada—Col. Henry Birge
- Artillería de reserva—Col. James W. McMillan

### Confederación
Distrito de Luisiana Occidental— General Richard Taylor
- Brigada de Mounton—Brig. Gen. Jean Jacques Alfred Alexander Mouton
- Brigada de Arizona—Brig. Gen. Henry Hopkins Sibley
- Caballería—Col. Tom Green